# Semana Santa en Liria
La Semana Santa de Liria, Comunidad Valenciana, España, es la conmemoración de la pasión y muerte de Cristo a través de las procesiones que realizan las cofradías, durante el periodo comprendido entre el Domingo de Ramos y el Domingo de Resurrección. A lo largo de esos días, tres cofradías realizan su recorrido por las calles de la ciudad. La estación de penitencia o salida procesional es el principal culto externo de las corporaciones, pero cuentan con otros cultos internos a sus titulares a lo largo del año, como novenas, septenarios a la Santísima Virgen de los Dolores, quinarios al Cristo orante, triduos y besamanos.

## Historia
La Semana Santa de Liria, se celebra desde el siglo XV. Es una de las más antiguas de la Comunidad Valenciana y cabe destacar la imagen del Cristo de la cofradía de la Sangre, que data del siglo XVII.

## Actos

### Viernes de Dolores
Misa Solemne a la Santísima Virgen de los Dolores.

### Domingo de Ramos
Bendición de las palmas y ramas de olivo en la iglesia del Remedio

### Miércoles Santo
A las 22 horas comienza la Solemne Procesión de la Cofradía de la Oración de Jesús en el Huerto y el Santo Cáliz, desde la parroquia de San Francisco.
El recorrido es el siguiente: C/ San Francisco; plaza General Santes; C/ Metge Miguel Pérez; C/ Abriat Cantó; C/ Purísima; C/ Mayor; C/ San Francisco; Patio de San Francisco.

### Jueves Santo
Por la tarde se celebra en todas las iglesias de la ciudad la Misa de la Cena del Señor. A las 22 horas da comienzo la Procesión del Santísimo Cristo de la Sangre con inicio y final en la iglesia de la Sangre, donde a su final se procede a la adoración del Santísimo Cristo. Tras el paso del Cristo por las Iglesias de la Asunción y de San Francisco, da inicio de Hora Santa ante el Santísimo y hay vigilia durante toda la noche. Al finalizar la procesión, y tras el sorteo entre los cofrades de un cristo de plata; se trasladan las andas, los tronos y el Santo Sepulcro a la iglesia de la Asunción, para las procesiones del Viernes Santo. En la procesión, los hermanos vestidos de túnicas encarnadas conducen en andas las imágenes de la Soledad, María Magdalena, San Pedro, el Ecce-Homo, la Oración del Huerto, el Nazareno y el Cristo de la Sangre. A los pasos expresados preceden unas banderolas negras, en que está pintada la Santa Faz, dos tambores enlutados y una bocina fúnebre, cuyos sonidos tristes indican la santidad del día.
Delante del Cristo van sesenta parejas con túnicas de cola y caperuzas negras, ceñidas con cinto de terciopelo con broche de plata, en que están de relieve los signos de la Pasión; llevan guante blanco y hacha encendida en la mano. Presiden la procesión el Prior que es un beneficiado de la parroquia, el clavario y demás mayorales que han salido por suerte entre los vocales, los que van vestidos como los demás hermanos pero con la capucha caída y sombrero puesto. Si hay tropa acompaña un piquete, y detrás de éste va una porción de devotas con mantillas negras, y entre las dos filas que acompañan la procesión en las que suelen ir dos mil almas, van niñas ricamente vestidas, llevando en sus manos los signos de la Pasión y niños con túnicas negras, caperuza a la espalda, bonete en la cabeza, y un pendoncillo negro en las manos.

### Viernes Santo
A las 7 y media de la mañana, tiene lugar desde la Parroquia de San Francisco de Asís, el Viacrucis interparroquial, organizado por la Orden Franciscana Seglar de Liria, en el Calvario de Santa Bárbara.
A las 11 horas comienza la solemne Procesión de la Virgen de los Dolores desde la Iglesia de la Asunción de Nuestra Señora.
A las 18 horas tiene lugar la celebración de la Pasión y Muerte del Señor en las diferentes parroquias de la ciudad.
A las 22 horas, da comienzo la Procesión del Santo Entierro, desde la Iglesia de la Asunción de Nuestra Señora hasta finalizar en la Iglesia de la Sangre.

### Sábado de Gloria
A las 23 horas, se celebra en todas las iglesias de la ciudad la Solemne Vigilia Pascual.

## Cofradías de Liria
- Cofradía de la Santísima Sangre de Nuestro Señor Jesucristo
- Cofradía de los siervos de la Santísima Virgen de los Dolores
- Cofradía de la Oración de Jesús en el Huerto y el Santo Cáliz

## Semana Santa en 2015
En 2015, la ciudad de Liria acogerá el Encuentro de la Junta Diocesana de Cofradías y Hermandades de Semana Santa de Valencia.
El Encuentro de la Junta Diocesana de Cofradías y Hermandades de Semana Santa de Valencia contempla la realización de diversas actividades en torno a esta celebración religiosa, como una exposición de pasos, enseres y fotografías, así como una procesión multitudinaria en la que participan alrededor de 5.000 cofrades de las cofradías de las más de 30 poblaciones que integran la Diocesana.

## Tradiciones
La Semana Santa en Liria tiene diversas tradiciones:
- En la mañana de Domingo de Ramos se acostumbra la visita a los templos, donde se exponen los pasos ya preparados para las procesiones durante la semana y se entregan las ramas de olivo y las palmas bendecidas.
- El Jueves Santo, muchas personas asisten a los Santos Oficios.
- El Viernes Santo, también son muchas las personas que concurren a los Santos Oficios en las iglesias, normalmente con vestimenta oscura y aun con mantilla, las mujeres. Las banderas ondean a media asta.